# Scarling.
Scarling. est un groupe d'art rock américain, originaire de Los Angeles, en Californie. Il est fondé par Jessicka et Christian Hejnal, et dont la musique contient des éléments de noise rock, de shoegazing, de rock psychédélique et de rock gothique. Le groupe est formé en 2002, et compte deux albums, Sweet Heart Dealer et So Long, Scarecrow.
Scarling interprète une des dix-neuf versions de Daisy Bell (Harry Dacre, 1892) reprises sur l'album concept sorti le 13 mai 2014, The Music Gay Nineties Old Tyme: Daisy Bell, initié par le peintre Mark Ryden.

## Biographie
Scarling. est formé par la chanteuse Jessicka Fodera (simplement Jessicka) après la dissolution de son groupe, Jack Off Jill, et le guitariste Christian Hejnal. Ils se rencontrent grâce à la guitariste Lisa Leveridge et commencent à enregistrer et répéter dans la San Fernando Valley.
Au début de 2002, Jessicka fait la rencontre de Long Gone John, dirigeant de Sympathy for the Record Industry, grâce à un ami en commun, Mark Ryden. Le 19 mars 2003, Le premier single de Scarling, Band Aid Covers the Bullet Hole (produit par Chris Vrenna), est publié par le label Sympathy for the Record Industry.
En avril 2004, Scarling. publie un premier album, Sweet Heart Dealer, qui comprend sept morceaux, et est produit encore une fois par Vrenna. Plus tard cette même année, Jessicka pose pour la couverture du magazine ROCKRGRL. Scarling. est invité à se joindre à la tournée Curiosa pour des dates sur la côte Ouest avec Interpol, The Rapture, Mogwai, Cursive, The Cooper Temple Clause, et The Cure, ,. Smith décrit le style musical du groupe « sombre, désespéré, chaotique, pop magnifique, le son de la fin du monde » ; le groupe est nommé pour le Shortlist Music Prize pour son album Sweet Heart Dealer,,. Alternative Press qualifie le style de Scarling. comme tel : « c'est comme être embrassé par les plus merveilleuses créatures du monde, c'est vraiment séduisant et envahissant. » Trois semaines avant la tournée Curiosa, le batteur Garey Snider quitte le groupe et est brièvement remplacé par Samantha Maloney.
Le 21 octobre 2004, John Peel, disc jockey anglais et animateur radio, invite Robert Smith pour sa dernière Peel Session. Smith joue, parmi tout son répertoire musical, Crispin Glover de Scarling. Scarling. est aussi sélectionné par Smith pour sa Celebrity Playlist sur iTunes qui inclut aussi Cocteau Twins, My Bloody Valentine, Supergrass, Nirvana, Placebo, The Psychedelic Furs, et d'autres qui ont joué à la tournée Curiosa plus tôt dans l'année. Après une série de singles 7" chez Sympathy, Scarling. annonce au début de 2005 que leur deuxième album, So Long, Scarecrow, sortira à la fin de l'année ; il est précédé par le single We Are the Music Makers, et publié le 23 août 2005. So Long, Scarecrow est coproduit par Rob Campanella (ancien membre de The Brian Jonestown Massacre), au studio, The Committee to Keep Music Evil. L'accueil de la presse spécialisée est généralement élogieux : Alternative Press attribue à l'album une note de 5 sur 5. En décembre 2005, Scarling. embarque dans sa première tournée britannique.
En 2006, Scarling. continue de tourner aux États-Unis et en Europe, jouant aux côtés d'Amusement Parks on Fire, et ouvrant pour The Wedding Present et Depeche Mode à la fin de l'année. Scarling. résidera ensuite à Silver Lake, Los Angeles, en Californie. Le 14 février 2006 (jour de la Saint-Valentin), Jessicka et le guitariste Christian Hejnal se disent oui. Leur mariage se déroule le 13 octobre 2007, à l'Oviatt Penthouse de Los Angeles.
Le 13 mai 2014, Mark Ryden publie un album intitulé The Gay Nineties Old Tyme Music: Daisy Bell.

## Discographie

### Albums studio
- 2004 : Sweet Heart Dealer (Sympathy for the Record Industry)
- 2005 : So Long, Scarecrow (Sympathy for the Record Industry)

### Singles et EP
- 2003 : Band Aid Covers the Bullet Hole (Sympathy for the Record Industry)
- 2004 : Crispin Glover
- 2013 : Who Wants to Die For Art

### Compilations
- 2003 : Blisscent II CD Compilation
- 2005 : 'Alright This Time Just The Girls Vol. 2
- 2014 :  Mark Ryden's The Gay Nineties Olde Tyme Music

### Reprises
- Creep de  Radiohead
- Wave of Mutilation des Pixies
- I Started a Joke des Bee Gees
- Daisy Bell de Harry Dacre

### Clip
- Daisy Bell (2014), réalisé par Mark Ryden